# Mastax burgeoni
Mastax burgeoni é uma espécie de carabídeo da tribo Brachinini, com distribuição em Angola, Camarões, Libéria, República Democrática do Congo, Serra Leoa, Tanzânia e Zâmbia.